# Parque Estadual Fritz Plaumann
O Parque Estadual Fritz Plaumann (PAEFP) é uma unidade de conservação brasileira, situada em Concórdia, no oeste do Estado de Santa Catarina. Seu nome é uma homenagem ao entomólogo alemão Fritz Plaumann.
Foi criado em 24 de setembro de 2003, pelo Decreto nº 797, como medida de compensação ambiental pelo aproveitamento hidrelétrico da Usina de Itá na Bacia Hidrográfica do Rio Uruguai. O Parque foi aberto para visitação em 11 de novembro de 2007, que contou com a presença do governador Luiz Henrique da Silveira.
Abrangendo uma área de 798 hectares, é a única unidade de conservação da Floresta Estacional Decidual no Estado de Santa Catarina. Tem como proponente o IMA (Instituto do Meio Ambiente) a qual possui uma parceria para ações na Unidade de Conservação com a Equipe Co-gestora do Parque Estadual Fritz Plaumann  ACAS- Associação Cultural Angelo Spricigo, uma Organização da Sociedade Civil de Interesse Público (OSCIP), de direito privado e sem fins lucrativos.